# Steffensens olikhet
Inom matematiken är Steffensens olikhet, uppkallad efter Johan Frederik Steffensen, en integralolikhet inom reell analys. Olikheten säger att om ƒ : [a, b] → R är en icke-negativ  avtagande integrerbar funktion och g : [a, b] → [0, 1] är en annan integrerbar funktion är
{\displaystyle \int _{b-k}^{b}f(x)\,dx\leq \int _{a}^{b}f(x)g(x)\,dx\leq \int _{a}^{a+k}f(x)\,dx,}
där
{\displaystyle k=\int _{a}^{b}g(x)\,dx.}